# Neoscombrops atlanticus
Neoscombrops atlanticus är en fiskart som beskrevs av Kenji Mochizuki och Sano, 1984. Neoscombrops atlanticus ingår i släktet Neoscombrops och familjen Acropomatidae. Inga underarter finns listade i Catalogue of Life.